# Lipedema
El lipedema és una afecció que es troba gairebé exclusivament en dones i provoca l'augment dels dos membres inferiors a causa dels dipòsits de greix a la pell. Les dones de qualsevol pes poden desenvolupar lipedema. No hi ha cura i normalment empitjora amb el pas del temps, pot haver-hi dolor i els malalts es contusionen fàcilment. Amb el pas del temps, la mobilitat es pot reduir i, a causa de la qualitat de vida reduïda, sovint experimenten depressió. En casos greus, el tronc i la part superior del cos poden estar implicats. El lipedema se sol diagnosticar erròniament.
La causa és desconeguda, però es creu que implica genètica i factors hormonals. Sovint s'oberva en famílies, el tenir un membre de la família amb aquest trastorn és un factor de risc per desenvolupar-lo. Altres afeccions que poden presentar-se de manera similar inclouen la lipohipertròfia, la insuficiència venosa crònica i el limfedema. Es calcula que afecta fins a un 11% de les dones. L'aparició sol tenir lloc durant la pubertat, l'embaràs o la menopausa.
El tractament inicial solen ser enfocaments bàsics d'atenció sanitària per a una dieta sana, fent exercici físic intentant mantenir un pes saludable. La fisioteràpia pot ajudar a preservar la mobilitat una mica més del que d'una altra manera seria el cas. L'exercici físic, tant com el pacient pot fer sense causar danys a les articulacions, pot ajudar a la forma general però no evitarà la progressió de la malaltia. Les mitges de compressió poden ajudar amb el dolor i facilitar la marxa. La hidratació regular amb emol·lients protegeix la pell i evita que s'assequi. La liposucció per eliminar el greix pot ajudar si els símptomes són particularment greus. Tot i que la cirurgia pot eliminar el teixit gras, també pot danyar els vasos limfàtics. Normalment, amb el tractament no s'obté una resolució completa.

## Diagnòstic diferencial
|                              | Lipedema | Lipolimfedema                                                         | Limfedema                                                                  | Obesitat                                                           | Insuficiència venosa/estasi venós                                                                                                 |
| ---------------------------- | --- | --------------------------------------------------------------------- | -------------------------------------------------------------------------- | ------------------------------------------------------------------ | --- |
| Símptomes:                   | Dipòsits de greix/inflor a les cames i als braços "no" a les mans o als peus; les mans i els peus es poden veure afectats a mesura que avança la malaltia. | Dipòsits de greixos/inflor generalitzats a les cames/braços/tors      | Dipòsits de greixos/inflor en una extremitat, incloses les mans i els peus | Dipòsits de greix estesa                                           | Inflor prop dels turmells; coloració marronosa de la part inferior de les cames (dipòsits d'hemosiderina). Inflor mínim possible. |
| Home/dona:                   | D | D                                                                     | D/H                                                                        | D/H                                                                | D/H |
| Inici:                       | Al voltant dels canvis hormonals (pubertat, embaràs, menopausa)                                                                                            | Al voltant dels canvis hormonals                                      | Després d’una cirurgia que afecta el sistema limfàtic o al naixement       | Qualsevol edat                                                     | Al voltant de l’aparició d’obesitat, diabetis, embaràs, hipertensió                                                               |
| Efectes de la dieta:         | Restringir les calories és ineficaç | Restringir les calories és ineficaç                                   | Restringir les calories és ineficaç                                        | Les dietes i les estratègies de pèrdua de pes sovint són efectives | Cap relació amb la ingesta calòrica                                                                                               |
| Presència d'edema:           | Edema sense fòvea | Molt edema; algunes amb fòvea; alguna fibrosi                         | Edema amb fòvea                                                            | Sense edema                                                        | Sovint edema, però també es pot produir sense edema en etapes anteriors                                                           |
| Presència del signe Stemmer: | Signe negatiu de Stemmer | Signe positiu de Stemmer                                              | Signe positiu de Stemmer                                                   | Signe negatiu de Stemmer                                           | El signe de Stemmer pot estar present o no en el limfedema/lipolimfedema                                                          |
| Presència de dolor:          | És probable que hi hagi dolor a les zones afectades | Dolor a les zones afectades                                           | Sense dolor inicialment                                                    | Sense dolor                                                        | El dolor és probable |
| Població afectada:           | La millor estimació és d’un 11% de dones adultes (estudi fet a Alemanya)                                                                                   | Desconegut; la millor estimació és uns pocs per cent de dones adultes | Baixa                                                                      | ≥30% dels adults dels EUA                                          | > 30% dels adults dels EUA |
| Presència de cel·lulitis:    | No hi ha antecedents de cel·lulitis | Història probable de cel·lulitis                                      | Possible història de cel·lulitis                                           |                                                                    | Sovint picor +/- decoloració confosa amb cel·lulitis                                                                              |
| Història familiar:           | Història familiar probable | Antecedents familiars de lipedema probable                            | Història familiar poc probable si no és un limfedema primari               | Història familiar probable                                         | Antecedents familiars molt probables                                                                                              |

## Estadiatge
El lipedema es classifica per estadis: 
- Estadi 1: Superfície normal de la pell amb hipodermis augmentada (greix del lipedema).
- Estadi 2: Pell desigual amb indentacions per greixos i masses hipodèrmiques més grans (lipomes).
- Estadi 3: Voluminoses extrusions de pell i greix que provoquen grans deformacions, especialment a les cuixes i al voltant dels genolls. Aquestes grans extrusions de teixit inhibeixen dràsticament la mobilitat.[12][13]